# Lorenzo Williams
Lorenzo Williams (Killeen, Texas, 8 de novembro de 1984) é um basquetebolista profissional estadunidense que atualmente defende o Lietkabelis. O atleta possui 1,87m de altura, pesa 85 kg e atua na posição armador.